# Dillon Gee
Dillon Kyle Gee (né le 28 avril 1986 à Cleburne, Texas, États-Unis) est un lanceur droitier de la Ligue majeure de baseball.

## Carrière

### Mets de New York
Après des études secondaires à la Cleburne High School de Cleburne (Texas), Dillon Gee suit des études supérieures à l'université du Texas à Arlington où il porte les couleurs des UT Arlington Mavericks de 2005 à 2007. En trois saisons universitaires, il joue 58 matches, dont 42 comme lanceur partant, pour 15 victoires, 25 défaites et 2 sauvetages.
Il est repêché le 7 juin 2007 par les Mets de New York au 21e tour de sélection et signe son premier contrat professionnel le 12 juin 2007.
Dillon Gee passe quatre saisons en Ligues mineures sous les couleurs des Cyclones de Brooklyn (A, 2007), Mets de Sainte-Lucie (A+, 2008), des Mets de Binghamton (AA, 2008), et des Bisons de Buffalo (AAA, 2009-2010). En 2009, sa saison est écourtée par une blessure à l'épaule. En 2010, il signe 13 victoires pour 8 victoires avec les Bisons en 28 matchs joués comme lanceur partant.
Gee fait ses débuts en Ligue majeure le 7 septembre 2010. Lanceur partant pour les Mets à l'occasion de cette première apparition au plus haut niveau, il est crédité de sa première victoire dans un gain de son équipe sur les Nationals de Washington. En 5 départs en fin d'année, il remporte 2 victoires contre 2 défaites et présente une excellente moyenne de points mérités de 2,18 en 33 manches au monticule.
À sa saison recrue en 2011, Gee est le meneur pour les victoires (13, contre 6 défaites) chez les lanceurs des Mets. Il affiche une moyenne de points mérités de 4,43 en 160 manches et deux tiers lancées. Il effectue 27 départs et ajoute 3 sorties en relève. Il lance son premier match complet le 25 mai face aux Cubs de Chicago et remporte ses 7 premières décisions de la saison avant de subir sa première défaite.

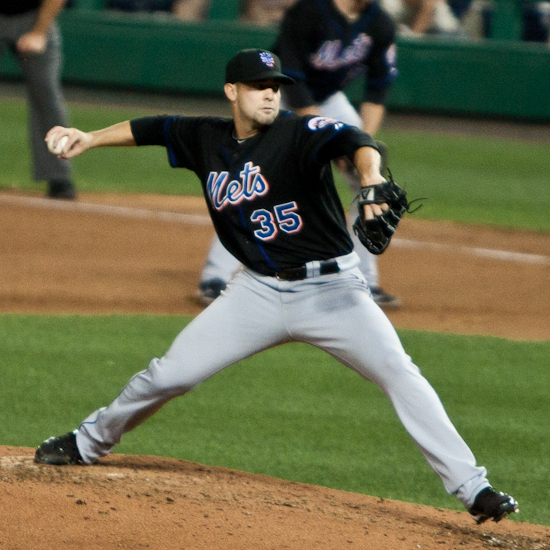
Dillon Gee en 2010 avec les Mets de New York.

En juillet 2012, Gee est admis à l'hôpital à New York avec un caillot sanguin dans l'épaule droite. Il opte pour une opération qui met en péril sa saison. Le droitier a une moyenne de points mérités de 4,10 en 17 départs et 109 manches et deux tiers lancées, avec six victoires, sept défaites et 97 retraits sur des prises.
Gee est le lanceur partant du match d'ouverture de la saison 2014 des Mets : il n'est pas impliqué dans la décision dans la défaite face aux Nationals de Washington.
À 29 ans, Gee connaît une difficile saison 2015. Au début mai, il est placé sur la liste des joueurs inactifs en raison d'une blessure à l'aine, ce qui donne l'occasion aux Mets de rappeler des ligues mineures le prometteur lanceur Noah Syndergaard. En 7 départs, une présence en relève et 39 manches et deux tiers lancées pour les Mets, Gee affiche une moyenne de points mérités de 5,90. Après trois matchs joués en juin à son retour de la liste des blessés, il apparaît évident que Gee n'a plus sa place au sein de la rotation de lanceurs partants des Mets, où Syndergaard brille.
Gee est envoyé au club-école de Las Vegas, où sa moyenne s'élève à 4,58 en 14 départs. Il ne revient pas chez les Mets, n'est pas sur l'effectif qui se rend en Série mondiale 2015, et se déclare agent libre au terme de la saison.

### Royals de Kansas City
Le 18 décembre 2015, Dillon Gee signe un contrat des ligues mineures avec les Royals de Kansas City.
Il prend part à 33 matchs des Royals en 2016, dont 14 comme lanceur partant, et lance 125 manches au cours desquelles il maintient une moyenne de points mérités de 4,68. Il remporte 8 victoires contre 9 défaites à sa seule saison à Kansas City.

### Rangers du Texas
Il signe un contrat des ligues mineures avec les Rangers du Texas le 17 janvier 2017. En quatre matchs, dont trois comme lanceur de relève, sa moyenne de points mérités avec Texas s'élève à 4,15 en 13 manches lancées. Il est libéré de son contrat par les Rangers le 18 juin 2017.

### Twins du Minnesota
Le 22 juin 2017, Gee est mis sous contrat par les Twins du Minnesota.

## Statistiques
| Saison | Équipe  | G | GS | CG | SHO | V | D | SV | IP   | SO | ERA  |
| ------ | ------- | - | -- | -- | --- | - | - | -- | ---- | -- | ---- |
| 2010   | NY Mets | 5 | 5  | 0  | 0   | 2 | 2 | 0  | 33.0 | 17 | 2,18 |
| Totaux | Totaux  | 5 | 5  | 0  | 0   | 2 | 2 | 0  | 33.0 | 17 | 2,18 |

Note : G = Matches joués ; GS = Matches comme lanceur partant ; CG = Matches complets ; SHO = Blanchissages ; 
V = Victoires ; D = Défaites ; SV = Sauvetages ; IP = Manches lancées ; SO = Retraits sur des prises ; ERA = Moyenne de points mérités.